# Jean Lenzi
Jean Lenzi es una deportista estadounidense que compitió en saltos de trampolín. Ganó una medalla de plata en los Juegos Panamericanos de 1959, en la prueba individual.

## Palmarés internacional
| Juegos Panamericanos | Juegos Panamericanos     | Juegos Panamericanos | Juegos Panamericanos |
| Año                  | Lugar                    | Medalla              | Prueba               |
| -------------------- | ------------------------ | -------------------- | -------------------- |
| 1959                 | Chicago (Estados Unidos) | Medalla de plata     | Trampolín 3 m        |